# Рагби репрезентација Кине
Рагби јунион репрезентација Кине је рагби јунион тим који представља Кину у овом контактном екипном спорту. Рагби је дуго био забрањен у Кини, тако да је рагби савез Кине основан тек 1996. Рагби у Кини није ни приближно популаран као фудбал или кошарка. Први званичан тест меч рагбисти Кине играли су 1997. против Сингапура и изгубили 33-3. Најубедљивију победу Кинези су остварили 2007. када су надиграли Малезију, резултат је био 56-6. Најтежи пораз репрезентација Кине доживела је 2006. када их је декласирала Рагби јунион репрезентација Јужне Кореје са 100-3. 

## Тренутни састав
Чао Зу
Јонг Линсун
Јонг Јончу
Јун Фагао
Ксин Лонгсун
Ксин Јиангзен
Хоу Јохуао
Ли Фа
Кви Ксунсанг
Пенг Ни
Кси Далијан
Јанг Ксиао
Зао Лонгиу
Кви Лу
Каи Ју
Ју Лигуо
Јао Цаи
Ли хенђанг
Кси Јуанфенг
Лин Фу
Јин Хуизао
Хон Чонгу